# کاکتوس‌های خارپوش
کاکتوس‌های خارپوش (نام علمی: Haageocereus) نام یک سرده از زیرخانواده کاکتوس‌واریان است.